# Cei trei mușchetari (film din 1961)
Cei trei mușchetari (titlul original: în franceză Les trois mousquetaires) este un film de capă și spadă francez, realizat în 1961 de regizorul Bernard Borderie, după romanul omonim a scriitorului Alexandre Dumas, protagoniști fiind actorii Gérard Barray, Mylène Demongeot, Perrette Pradier și Georges Descrières. 
- Prima parte: Eghileții reginei (Les ferrets de la reine)
- A doua parte: Răzbunarea lui Milady (La vengeance de Milady)

## Conținut
Prima parte
Tânărul gascon D'Artagnan vrea să devină mușchetar al regelui. Tatăl său îi dă un cal pentru călătoria la Paris, o scrisoare de recomandare adresată prietenului său Tréville care este șeful gărzilor de mușchetari și îl sfătuiește să nu evite pe drum nici un duel. În timpul călătoriei sale, este ridiculizat din cauza calului său, de către un nobil pe nume Rochefort, iar D'Artagnan îl provoacă fără ezitare la duel. Își dovedește abilitățile de scrimer și poate domina lupta, dar nu știe că acesta este spionul cardinalului Richelieu. Milady de Winter, tot în serviciul cardinalului, face ca lupta să se încheie, plătind un grup de bărbați care să-l doboare pe d’Artagnan prin surprindere de la spate în timpul duelului, iar Rochefort îi fură scrisoarea de recomandare. Planchet, angajat de cavaler cu puțin timp înainte ca servitor, îi salvează viața făcându-i pe atacatori să creadă că d’Artagnan este deja mort, iar apoi îl ajută să ajungă la Paris. Aici vinde calul, să aibă capital de pornire și se prezintă așa cum a fost planificat, la căpitanului mușchetarilor. Dintr-o gâlceavă, se ia la duel cu trei mușchetari, Athos, Portos și Aramis, dar când apar gărzile cardinalului Richelieu, cei patru își unesc forțele împotriva acestora. Câștigători, cei trei mușchetari și D'Artagnan devin prieteni, recunoscându-se drept supuși fideli ai regelui lor Louis al XIII-lea iar gasconul este primit în rândurile lor. Prin urmare, ei vor fi apărătorii fideli ai cuplului regal și, vor deveni dușmanii de moarte ai cardinalului și ai numeroșilor săi slujitori, inclusiv contele de Rochefort, căpitanul gărzilor cardinalului cât și a frumoasei dar periculoasei spioane Milady de Winter.
Prin una din cameristele reginei, care era spioană în slujba lui Rochefort, acesta află de întâlnirea amoroasă a reginei cu ducele de Buckingham. Regina îi dă ducelui ceva personal, ca amintire până la următoarea lor întâlnire care urma să fie la Londra și anume eghileții recent primiți în dar de la rege. Aflând acestea, Richelieu „sugerează” regelui să organizeze urgent un bal de la care să nu lipsească regina, care trebuie să poarte neapărat eghileții. Disperată, regina se lasă ajutată prin intermediul lui Constance, gazda lui D'Artagnan, ca acesta împreună cu ce trei mușchetari să recupereze la timp eghileții. Urmează o goană contra cronometru, plină de dueluri și peripeții, la concurență cu temerara Milady, ajutată de oamenii lui Rochefort, care avea și ea misiunea de a pune mâna pe obiectele compromițătoare, dovadă a infidelității reginei...
A doua parte
D'Artagnan, mesager al reginei Anne de Austria, este arestat de oamenii cardinalului Richelieu, care dorește, prin toate mijloacele, să cunoască conținutul unei scrisori trimis de ducele de Buckingham către regină, în care, printre altele îi transmite că va debarca la La Rochelle, port care se afla în mâinile protestanților, pentru a-i face să treacă la Regatul Angliei. După ce regina împreună cu Constance citesc scrisoarea, o ard. 
Viața cavalerului este în pericol dar cei trei prieteni ai săi, Athos, Porthos și Aramis conform devizei lor, „toți pentru unu și unu pentru toți”, îl ajută să evadeze, împreună încercând să o salveze pe regină de la complotul pus la cale chiar de Richelieu prin omul său de încredere Rochefort. 
Milady încearcă și ea prin farmecele sale să afle de la D'Artagnan despre conținutul scrisorii. Cavalerul o lasă să creadă că e îndrăgostit de ea, ca să afle unde este sechestrată Constance. După ce a aflat locul, descoperă că Milady are pe umărul stâng un tatuaj cu o floare de crin prin care se stigmatizau prostituatele, lucru pe care D'Artagnan aflându-l, Milady nu il iartă. D'Artagnan însoțit de prieteni săi, se îndreaptă spre mânăstirea în care era sechestrată iubita sa, Constance, unde  Rochefort trebuie să o silească să vorbească chiar prin tortură, despre conținutul scrisorii. Milady, supărată și furioasă pe D'Artagnan, ajunge prima la mânăstire și reușește să se răzbune. 
Nici unul din prieteni, nu știa că Athos și Milady sunt legați de un secret teribil...

## Distribuție
- Gérard Barray – D'Artagnan
- Mylène Demongeot – Milady de Winter
- Perrette Pradier – Constance Bonacieux
- Georges Descrières – Athos
- Bernard Woringer – Porthos
- Jacques Toja – Aramis
- Jean Carmet – Planchet
- Guy Delorme – contele de Rochefort
- Daniel Sorano – Cardinalul Richelieu
- Françoise Christophe – regina Ana de Austria
- Robert Berri – M. Bonacieux
- Henri Nassiet – domnul de Tréville
- Guy Tréjan – regele Louis al XIII-lea
- Jacques Berthier – ducele de Buckingham
- Anne Tonietti – Ketty
- Jacques Seiler – Grimaud
- Henri Cogan – Mousqueton
- André Weber – Bazin
- Malka Ribowska – d-na de Lannoy
- Léna Skerla – d-na de Chevreuse
- Hubert de Lapparent – cancelarul Séguier
- Sacha Pitoëff – John Felton
- Philippe March – contele de Wardes
- Jacques Hilling – La Chesnaye
- Jean Degrave – d-nul La Porte
- Jean Ozenne – Patrick
- Espanita Cortez – doña Estefania
- Dominique Zardi – hangiul din Meung
- Pierre Mirat – hangiul din Amiens
- Claude Salez – sbirul cardinalului
- Gérard Darrieu – starețul
- Marguerite Coulon-Lambert – maica stareță a carmeliților din Chaillot
- Maurice Biraud (voce din off) – naratorul
- Antoine Baud – un provocator de la han
- Frank Estange – un provocator de la han
- Yvan Chiffre – un provocator de la han
- Jean Gras
- Michel Maurette
- Serge Marquand
- Claude Carliez – Bernajoux, căpitanul gărzii cardinalului